# Akademski zbor
Akadémski zbòr je z »Zakonom o visokem šolstvu« opredeljen kot organ visokošolskega zavoda (članice univerze ali samostojnega visokošolskega zavoda), sestavljen iz vseh visokošolskih učiteljev, znanstvenih delavcev in visokošolskih sodelavcev. Pri delu akademskega zbora sodelujejo tudi predstavniki študentov tako, da je njihovo število najmanj ena petina članov akademskega zbora. Pristojnosti akademskega zbora so izvolitev senata, oblikovanje predloga za dekana, ki ga zatem izvoli senat članice.
Akademski zbor vodi predsednik akademskega zbora, ki ga izmed sebe izvolijo visokošolski učitelji in sodelavci. Glede na veljavna pravila o delovanju posameznega visokošolskega zavoda, imajo volilno pravico pri volitvah predsednika lahko tudi študentje.
Predsednik akademskega zbora sklicuje seje akademskega zbora, praviloma vsaj enkrat letno, v primeru izvolitve novega člana senata visokošolskega zavoda ali celega senata pa že prej.
Študente, člane akademskega zbora, izvoli študentski svet visokošolskega zavoda.